# Ołeh Susłow
Ołeh Anatolijowycz Susłow, ukr. Олег Анатолійович Суслов, ros. Олег Анатольевич Суслов, Oleg Anatoljewicz Susłow (ur. 2 stycznia 1969 w Kadyjewce, w obwodzie ługańskim, Ukraińska SRR) – ukraiński piłkarz, grający na pozycji bramkarza, reprezentant Ukrainy.

## Kariera piłkarska

### Kariera klubowa
Wychowanek Internatu Sportowego w Ługańsku. Pierwsze trenerzy - A.N.Biełych i A.Nowikow. Od 1979 występował w drużynie juniorskiej Stachanoweć Stachanow. W 1987 rozpoczął karierę piłkarską w Zorii Woroszyłowgrad. W latach 1988–1990 odbywał służbę wojskową w SKA Odessa, a potem przeszedł do Czornomorca, w którym występował przez siedem lat. Na początku 1997 wyjechał do Austrii, gdzie bronił barw Casino Salzburg (zmienił nazwę na SV Austria Salzburg). Po udanych meczach w pierwszym sezonie nastąpił okres, kiedy przez swoje błędy był zmuszony usiąść na ławkę rezerwowych. W sezonie 1998/1999 przez nadmiar piłkarzy spoza Unii Europejskiej został skreślony z listy kadrowiczów. Latem 1999 sprzedany do FCN St. Pölten. Ale przez finansowe problemy klubu następnego lata przeniósł się do Admiry Wacker Mödling. Po wygaśnięciu kontraktu latem 2002 przez cały rok poszukiwał klub. Sezon 2003/2004 spędził ponownie w SKN St. Pölten, ale nie rozegrał żadnego meczu. Potem występował w amatorskim klubie SC Rabenstein, w którym w 2008 zakończył karierę piłkarską.

### Kariera reprezentacyjna
13 listopada 1994 debiutował w drużynie narodowej Ukrainy w wygranym 3:0 meczu kwalifikacyjnym do Euro-96 z Estonią. Łącznie rozegrał 12 spotkań, puścił 15 bramek.

## Sukcesy i odznaczenia

### Sukcesy klubowe
- wicemistrz Ukrainy: 1995, 1996
- brązowy medalista Mistrzostw Ukrainy: 1992, 1993
- zdobywca Pucharu Ukrainy: 1992, 1994
- mistrz Austrii: 1997
- zdobywca Superpucharu Austrii: 1997

### Sukcesy indywidualne
- najlepszy piłkarz roku na Ukrainie": nr 2 (1996), nr 3 (1995)
- członek Klubu Jewhena Rudakowa: 109 meczów na "0"

### Odznaczenia
- tytuł Mistrza Sportu Ukrainy: 1992